# Yoshua Bengio
Yoshua Bengio OC FRSC (n. 5 martie 1964, Paris, Franța) este un informatician canadian cunoscut pentru activitatea sa în domeniile rețelelor neuronale artificiale și învățării profunde. El a fost co-beneficiar al Premiului Turing în 2018 pentru munca sa în învățarea profundă. Este profesor la Catedra de informatică și Cercetări Operaționale la Université de Montréal și director științific la Montreal Institute for Learning Algorithms (MILA).
Bengio, Geoffrey Hinton și Yann LeCun sunt deseori numiți „Nașii Inteligenței Artificiale” și „Nașii Învățării Profunde”.

## Carieră
Bengio a primit diplomele de licență în inginerie electrică, de masterat  în informatică și de doctorat în informatică de la Universitatea McGill. El a fost student post-doctoral la MIT (sub Michael I. Jordan) și AT&T Bell Labs. Bengio este cadru didactic la Université de Montréal din 1993, director al Montreal Institute for Learning Algorithms și co-director al proiectului Learning in Machines & Brains de la Canadian Institute for Advanced Research.
Împreună cu Geoffrey Hinton și Yann LeCun, Bengio este considerat de Cade Metz drept unul dintre cei trei oameni cei mai responsabili pentru progresul învățării profunde în timpul anilor 1990 și 2000. 
În octombrie 2016, Bengio a co-fondat Element AI, un incubator de inteligență artificială din Montreal, carese ocupă cu transformarea cercetărilor din IA în aplicații business din lumea reală. În luna mai 2017, Bengio a anunțat că s-a alăturat startup-ului tech legal Botler AI în calitate de consilier strategic. Bengio ocupă în prezent funcșia de consilier științific și tehnic pentru Recursion Pharmaceuticals.

## Premii
În 2017, Bengio a fost numit Ofițer al Ordinului Canadei. În același an, a fost nominalizat ca Fellow of the Royal Society of Canada și a primit Premiul Marie-Victorin Quebec . Împreună cu Geoffrey Hinton și Yann LeCun, Bengio a câștigat premiul Turing în 2018. 

## Literatură
- Ian Goodfellow, Yoshua Bengio și Aaron Courville: Învățarea Profundă (Adaptive de Calcul și de Învățare Mașină), MIT Press, Cambridge (SUA), 2016. ISBN: 978-0262035613.
- Dzmitry Bahdanau; Kyunghyun Cho; Yoshua Bengio (2014). "Neural Machine Translation by Jointly Learning to Align and Translate". arXiv:1409.0473 [cs.CL].
- Léon Bottou, Patrick Haffner, Paul G. Howard, Patrice Simard, Yoshua Bengio, Yann LeCun: Documente de Înaltă Calitate de Compresie a Imaginii cu DjVu, Arhivat în 10 mai 2020, la Wayback Machine. În: Revista de Electronic Imaging, Band 7, 1998, S. 410-425 doi:10.1117/1.482609
- Bengio, Yoshua; Schuurmans, Dale; Lafferty, Ioan; Williams, Chris K. I. și Culotta, Aron (eds.), Progresele în Neuronale, Sistemele de Prelucrare a Informațiilor 22 (NIPS'22), 7 decembrie–10, 2009, Vancouver, BC, Neuronale, Sistemele de Prelucrare a Informațiilor (NIPS) Fundația, 2009
- Y. Bengio, Dong-Hyun Lee, Jorg Bornschein, Thomas Mesnard, Zhouhan Lin: Spre Plauzibile Biologic de Învățare Profundă, arXiv.org, 2016
- Bengio a contribuit cu un capitol la Arhitecti de Inteligență: Adevărul Despre AI de la Oamenii de Clădire, Packt Publishing, 2018, ISBN: 978-1-78-913151-2, de futurologul American Martin Ford.[35]